# Charles Gemar
Charles Donald Gemar, detto Sam (Yankton, 4 agosto 1955), è un ex astronauta statunitense. Ha partecipato alle tre missioni spaziali Shuttle STS-38, STS-48, STS-62 tra il 1990 e il 1994 come specialista di missione.